# Moldoveni (okręg Jałomica)
Moldoveni – wieś w Rumunii, w okręgu Jałomica, w gminie Moldoveni. W 2011 roku liczyła 1247 mieszkańców.